# Hermes Phettberg
Hermes Phettberg, né Josef Fenz le 5 octobre 1952 à Hollabrunn (Basse-Autriche) et mort le 18 décembre 2024 à Vienne, est un acteur, artiste, écrivain et animateur de télévision autrichien.

## Biographie
De 1995 à 1996, Hermes Phettberg est l'animateur du talk-show Phettbergs Nette Leit Show. À partir de 1992, il publie régulièrement des sermons dans le magazine viennois Falter.

## Distinctions
- Preis der Stadt Wien für Publizistik 2002

## Filmographie (sélection)
- 2007 : Hermes Phettberg, Elender (réalisateur : Kurt Palm)
- 2011 : Der Papst ist kein Jeansboy (documentaire, réalisateur : Sobo Swobodnik)

## Publications (sélection)
- (de) Hermes Phettbergs Predigtdienst für alle Sonn- und Feiertage des Kirchenjahrs, Falter, Vienne 1995,  (ISBN 3-85439-156-0).
- (de) avec Kurt Palm: Frucade oder Eierlikör, Droemer Knaur, Munich 1996,  (ISBN 3426-60536-8).
- (de) Hundert Hennen. Katechesen 1992–2003, 3 vol., Galrev, Berlin 2004,  (ISBN 3-933149-35-5).